# Chad Zielinski
Chad William Zielinski (ur. 8 września 1964 w Detroit, Michigan) – amerykański duchowny katolicki, biskup Fairbanks w latach 2014–2022, biskup New Ulm od 2022.

## Życiorys
Święcenia kapłańskie otrzymał 8 czerwca 1996. Został inkardynowany do diecezji Gaylord. Przez kilka lat pracował duszpastersko, zaś w 2002 rozpoczął pracę w United States Armed Forces jako kapelan lotnictwa. W 2012 delegowany do bazy wojskowej w Eielson.
8 listopada 2014 papież Franciszek mianował do biskupem ordynariuszem diecezji Fairbanks. Sakry udzielił mu 15 grudnia 2014 ówczesny metropolita Anchorage – arcybiskup Roger Schwietz. 12 lipca 2022 papież Franciszek mianował go biskupem diecezji New Ulm. 27 września 2022 odbył ingres do tamtejszej katedry.